# Église Notre-Dame dou Mercadilh
Pour les articles homonymes, voir Église Notre-Dame.
L'église Notre-Dame dou Mercadilh est une église catholique située dans la commune de Bazas, dans le département de la Gironde, en France.

## Localisation
L'église est située rue Mercadilh, à proximité de la place de la Cathédrale.

## Historique
Fondée par saint-Martial, l'église a été une première fois détruite en 853. Rebâtie par l'évêque Guimbaud, duc de Bazas, à la fin du Xe siècle, elle est de nouveau détruite puis rétablie dans sa forme actuelle au début du XIIIe siècle. 
L'édifice est à nef unique, terminée par une abside polygonale. La voûte a dû être posée au XIVe ou XVe siècle. La charpente a été refaite au XVIIe ou XVIIIe siècle. 
En 1577, elle est pillée par les protestants. 
En 1793, elle est vendue comme bien national et dévastée. L'édifice est désaffecté depuis la Révolution. L'intérieur n'a rien conservé de ses dispositions d'origine.
L'édifice se trouve aujourd'hui à l'état de vestiges et est inscrit au titre des monuments historiques par arrêté du 5 juin 2008 en totalité. Certains éléments des façades sont, de plus, classés depuis 1923.

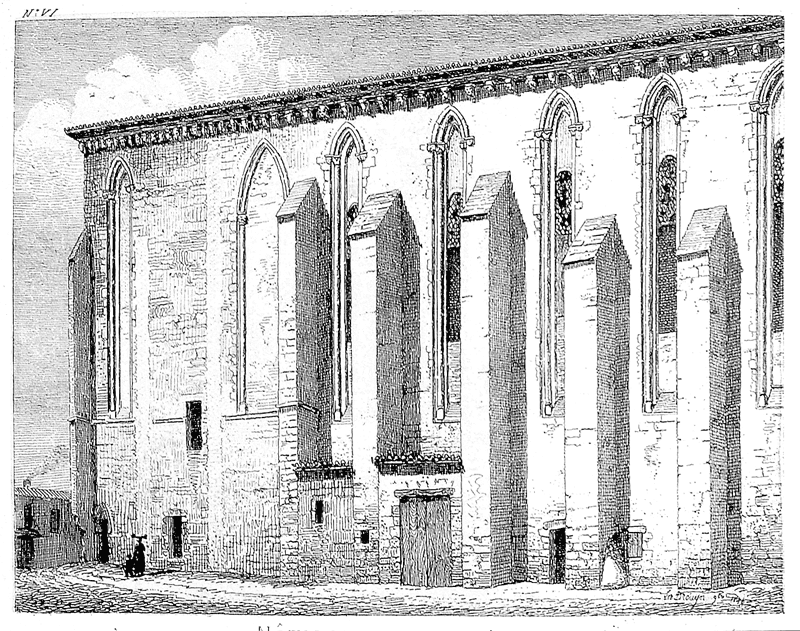
Gravure de Léo Drouyn (1846).